# 北海道道773号萠和大樹停車場線

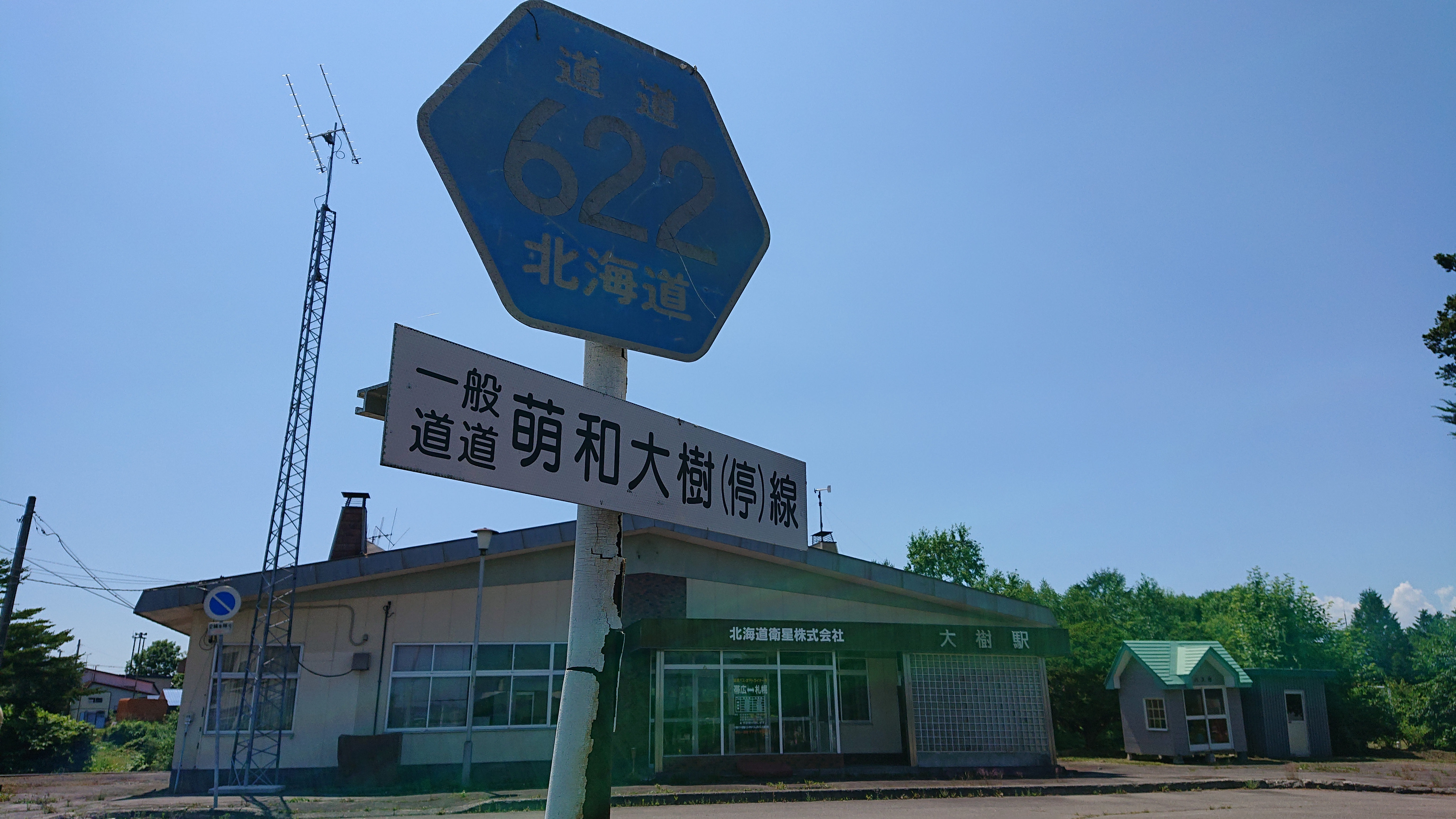
北海道道773号萠和大樹停車場線（道道番号の書かれた標識は北海道道622号幸徳大樹停車場線、大樹町寿通）

北海道道773号萠和大樹停車場線（ほっかいどうどう773ごう もいわたいきていしゃじょうせん）は、北海道広尾郡大樹町内を結ぶ一般道道である。

## 概要

### 路線データ
- 起点：北海道広尾郡大樹町萠和
- 終点：北海道広尾郡大樹町寿通（旧国鉄広尾線大樹駅）
- 総距離：9.0 km（内、重複区間1.5 km）

## 歴史
- 1972年（昭和47年）3月31日 - 路線認定[1]。

## 路線状況

### 重複区間
大樹町
- 下大樹 - 東本通（北海道道55号清水大樹線）
- 東本通 - 西本通（国道236号）
- 寿通 - 寿通（北海道道501号旭浜大樹停車場線、北海道道622号幸徳大樹停車場線）

## 地理

### 通過する自治体
- 十勝総合振興局
  - 広尾郡大樹町

### 主な接続道路
大樹町
- 北海道道55号清水大樹線 - 下大樹、東本通
- 国道236号 - 東本通、西本通
- 北海道道319号生花大樹線 - 東本通
- 北海道道501号旭浜大樹停車場線 - 寿通
- 北海道道622号幸徳大樹停車場線 - 寿通

### 道の駅
大樹町
- 道の駅コスモール大樹 - 西本通